# 五社站
五社站（日语：／ Gosha eki */?）是一個位於日本兵庫縣神戶市北區有野町有野字Banya，屬於神戶電鐵的鐵路車站。車站編號為KB21。海拔259公尺。

## 車站構造
側式月台1面1線的地面車站。

## 相鄰車站
神戶電鐵
 三田線
■特快速（只限往新開地運行）、■急行、■準急、■普通
有馬口（KB15）－五社（KB21）－岡場（KB22）

## 外部連結
- 五社 - 神戶電鐵